# The Gunfighters
A The Gunfighters a Doctor Who sorozat huszonötödik része, amit 1966. április 30.-a és május 21.-e között vetítettek négy epizódban. Ez volt az utolsó olyan része a régi Doctor Who-k amiben az epizódok külön címet kapnak.

## Történet
A Tardis utasai 1881-n Arizónába, ahol hamarosan szabályos vadnyugati csetepaté közepébe pottyannak.

## Epizódok listája
| Epizód címe               | Bemutató napja    | Hossza | Nézők száma (millió) | Formátum  |
| ------------------------- | ----------------- | ------ | -------------------- | --------- |
| Egy szabadság a Doktornak | 1966. április 30. | 23:48  | 6,5                  | 16 mm t/r |
| Ne lődd le a zongoristát  | 1966. május 7.    | 23:47  | 6,6                  | 16 mm t/r |
| Johnny Ringo              | 1966. május 14.   | 23:52  | 6,2                  | 16 mm t/r |
| Az OK karám               | 1966. május 21.   | 23:53  | 5,7                  | 16 mm t/r |

## Könyvkiadás
A könyvváltozatát 1986. január 9.-n adták ki.

## Otthoni kiadás
- VHS-n 2002 novemberében adták ki.
- DVD-n 2011. június 20.-n adták ki a Earth Story díszdobozban.

### Fordítás
- Ez a szócikk részben vagy egészben  a   The Gunfighters című angol Wikipédia-szócikk fordításán alapul.  Az eredeti cikk szerkesztőit annak laptörténete sorolja fel. Ez a jelzés csupán a megfogalmazás eredetét és a szerzői jogokat jelzi, nem szolgál a cikkben szereplő információk forrásmegjelöléseként.